# Городище (Нижнекамский район)
Городище — село в Нижнекамском районе Татарстана. Входит в Кармалинское сельское поселение.
Расположено на левом берегу Шешмы в 55 км к юго-западу от Нижнекамска и в 33 км к юго-востоку от Чистополя, примыкает к селу Кармалы. Через село проходит автодорога Свердловец — Кармалы — Елантово.

## История
Полеводство, молочное скотоводство, свиноводство. Известно с 1716 В дореволюционных источниках известно также под названием Студёный Ключ. До 1860-х гг. жители относились к категории государственных крестьян (бывшие приписные к Камским заводам). Занимались земледелием, разведением скота. В начале XX в. в селе функционировали водяная и 4 ветряные мельницы, 4 мелочные лавки. В этот период земельный надел сельской общины составлял 2970,3 десятин.
До 1920 г. село входило в Больше-Толкишевскую волость Чистопольского уезда Казанской губернии. С 1920 г. в составе Чистопольского кантона ТАССР. С 10.08.1930 г. в Шереметьевском, с 01.02.1963 г. в Чистопольском, с 26.04.1983 г. в Новошешминском, с 03.07.1984 г. в Нижнекамском районах.
| Население Городища. |      |      |      |      |      |      |      |      |      |      |      |      |      |
| Год >               | 1897 | 1908 | 1926 | 1938 | 1949 | 1958 | 1970 | 1979 | 1989 | 2002 | 2010 | 2015 | 2017 |
| Число >             | 1298 | 1347 | 1248 | 910  | 678  | 670  | 735  | 552  | 375  | 508  | 548  | 601  | -    |

Национальный состав села: русские, татары, чуваши.